# Sauromalus ater
Sauromalus ater є видом ящірок родини ігуанових. Мешкає в пустелях Сонора і Мохаве на південному заході США і північному заході Мексики. Його ареал простягається від східної Каліфорнії, Юти та Невади на південь до Нижньої Каліфорнії та Сонори.

## Опис
Це велика пласка ящірка з великим округлим животом і широким хвостом з тупим кінчиком. Досягає загальної довжини 20 дюймів і ваги 0,9 кг. Дрібна луска покриває його тіло, а більша луска захищає вушні отвори. Забарвлення цих ящірок різниться залежно від місця розташування та між молодими та дорослими особинами, а також між самцями та самицями. У дорослих самців голова, плечі й області тазу чорні, а середня частина тіла світло-коричнева з коричневими плямами. Дорослі самиці буруватого кольору з розсипом темно-червоних плям. Молоді S. ater мають чотири-п’ять широких смуг на тілі та три-чотири на хвості, які самці втрачають у дорослому віці, але частково зберігають самиці.

## Дієта
В основному травоїдна, S. ater їсть квіти, листя, фрукти куща креозоту та іноді комах.

## Поведінка
Нешкідливі для людини, ці ящірки, як відомо, тікають від потенційних загроз. Коли турбують, ця ігуана проникає в щілини між камінням і надуває свої легені за допомогою гулярного насоса. Роздування легенів розтягує його тіло і щільно затискає ящірку на місці.
Самці сезонно й умовно територіальні. Велика кількість ресурсів має тенденцію до створення ієрархії, заснованої на розмірі, з одним великим самцем, який домінує над меншими самцями в цій області. S. ater використовують поєднання кольорів і фізичних проявів, а саме «віджимання», махання головою та роззявлення рота, щоб спілкуватися та захищати свою територію.
Ці ігуани є денними тваринами, і оскільки вони ектотермічні, проводять більшу частину свого ранку та прохолодних днів, гріючись. Ці ящірки добре пристосовані до умов пустелі; вони активні при температурі до 39 °C.
Парування відбувається з квітня по липень, з червня по серпень відкладають від п’яти до 16 яєць. Яйця вилуплюються в кінці вересня.